# Oulema melanopus
Espèce
Oulema melanopus, la Criocère des céréales ou le Léma à pieds noirs, est une espèce d'insectes coléoptères phytophages de la famille des Chrysomelidae et de la sous-famille des Criocerinae. Les « pieds » désignent les tarses.

## Description
Tête et élytres bleus ou noirs. Longueur du corps : environ 5 mm.

## Distribution
Europe, Asie, Afrique du Nord, Amérique du Nord.

## Biologie
Le Léma à pieds noirs vit dans l'herbe et les céréales où il peut causer des dégâts quand il abonde. On trouve les adultes d'avril à juillet. Les larves (comme celles d'autres espèces de criocères) se couvrent de leurs excréments pour se protéger d'une partie des prédateurs.

## Moyens de lutte
Aux États-Unis l'utilisation d'insecticides n'a pas donné de bons résultats pour l'éradiquer des cultures céréalières ; l'introduction de ses ennemis naturels (petites guêpes parasites des larves ou des œufs et coccinelles prédatrices des larves ou des œufs) a permis de maîtriser sa prolifération.